# Дарко Љубојевић
Дарко Љубојевић (Бања Лука, 8. јануар 1975) бивши је српски фудбалер.

## Каријера
Дарко Љубојевић је рођен 8. јануара 1975. године у Бања Луци. Поникао је у млађим категоријама Борца из Бања Луке. Играо је за први тим Борца у неколико наврата, на позицији везног играча. У Србији је наступао за београдску Црвену звезду, и то у два наврата, од 1995. до 1997. и од 1998. до 1999. године. У дресу црвено−белих је освојио два Купа СР Југославије 1997 и 1999. године. У Шпанији је играо за фудбалске клубове Оренсе и Кадис, а у Грчкој за Пансераикос. Са успехом је играо за мађарски Залаегерсег и освојио првенство Мађарске у сезони 2001/02. Пред крај професионалне каријере играо је поново за Борац и за Лакташе, где је завршио играчку каријеру 2010. године. Наступао је за младу репрезентацију СР Југославије.
Након играчке каријере, постао је спортски директор ФК Борац Бања Лука, на том месту остаје до 26. фебруара 2013. године, када је поднео оставку. Од априла 2011. године постао је потпредседник Фудбалског савеза Босне и Херцеговине.

## Трофеји
- Црвена звезда
  - Куп СР Југославије (2): 1997, 1999.
- Борац Бања Лука
  - Прва лига Републике Српске: 2000/01.
- Залаегерсег
  - Прва лига Мађарске: 2001/02.